# Солодовников, Фёдор Сергеевич
Фёдор Сергеевич Солодовников (1910—1948) — советский учёный-агроном

, лауреат Сталинской премии.

## Биография
Родился на территории Белебеевского уезда Уфимской губернии (ныне — Белебеевский район Башкортостана) в бедной крестьянской семье.
Окончил Среднеазиатский фруктово-овощной институт (1937), находился на научно-исследовательской работе.
С 1941 г. член Президиума Казахского филиала Всесоюзной сельскохозяйственной академии наук (секция селекции фруктов и овощей).
Погиб 30 сентября 1948 года в результате авиационной катастрофы (вместе с ним погибли Карим Мынбаев и директор Казахского института земледелия К. Б. Бабаев). Похоронен в братской могиле вместе с другими жертвами авиакатастрофы на Центральном кладбище Алматы.

## Научная деятельность
Научно обосновал возможность получения полноценных урожаев картофеля при его посадке верхушками продовольственных клубней. Разработал технологию выращивания картофеля из семян.

### Публикации
- О летних посадках картофеля [Текст] / Ф. С. Солодовников, канд. биол. наук. — Алма-Ата: КазОГИЗ, 1948 (гостип. № 1 Упр. изд-в и полиграфии). — 44 с.; 20 см. — (Б-чка колхозника/ Всесоюз. акад. с.-х. наук им. В. И. Ленина. Казах. филиал).
- Выращивание картофеля из семян [Текст] / Ф. С. Солодовников, лауреат. Сталинской премии. — Алма-Ата: КазОГИЗ, 1947 (гостип. № 2 Упр. полиграфии и изд-в). — 44 с., без тит. л.: ил.; 21 см.

## Награды и звания
- Сталинская премия I степени (22 марта 1943) — за научную разработку и внедрение в сельское хозяйство способа посадки картофеля верхушками продовольственных клубней
- Орден «Знак Почёта»